# هانوفر شرقی (نیوجرسی)
هانوفر شرقی (به انگلیسی: East Hanover) شهری در ایالت نیوجرسی کشور ایالات متحده آمریکا است که جمعیت آن در سرشماری سال ۲۰۱۰ میلادی، ۱۱٬۱۵۷ نفر بوده‌است.